# Lovisa och Carl Michael
Lovisa och Carl Michael är en svensk miniserie från 2005. Den består av två delar och producerades av SVT som årets juldrama. Regi av Leif Magnusson, som även skrev manuset tillsammans med Sverker Hällen.

## Handling
Carl Michael Bellman och hans fru Lovisa lever i ett lyckligt men fattigt förhållande i 1700-talets Stockholm. Bellman försöker förgäves få Fredmans epistlar utgivna, samtidigt som Lovisa kämpar för att få ihop pengar till familjen.

## Rollista
- Tomas von Brömssen – Carl Michael Bellman
- Tanja Lorentzon – Lovisa Bellman
- Bisse Unger – Gustav Bellman
- Dan Ekborg – Sergel
- Mikael Persbrandt – bryggare Westman
- Samuel Fröler – Olof Åhlström
- Dan Johansson – Weste
- Ellen Mattsson – Lotta
- Michael Segerström – Simon
- Thomas Hanzon – Kellgren
- Reine Brynolfsson – De Broen
- Per Eggers – Blad
- Noomi Rapace – Anna Rella, modell hos Sergel
- Anders Ahlbom Rosendahl – krigsfiskalen
- Ulf Eklund – Hallman
- Wallis Grahn – tant Kin
- Victor Ström – Lars
- Björn Gustafson – baronen
- Anna Björk – grevinnan
- Örjan Ramberg – Gyllengranath
- Per Sandberg – Ahlman
- Jonas Uddenmyr – Brorman
- Gunilla Abrahamsson – baronens gäst
- Bergljót Árnadóttir – baronens gäst
- Johan H:son Kjellgren – Grönlund
- Morgan Alling – Kraus
- Ingrid Luterkort – äldre kvinna på Operan
- Göran Ragnerstam – greve, kroggäst
- Ia Langhammer – sköka
- Axel Skogberg – pojke på krogen
- Viktor Nelsson Vedung – Bellmans yngste son

## DVD
Serien gavs ut på DVD 2007.